# HANDS UP (MEOVVの曲)
HANDS UP（ハンズ・アップ）は、韓国のガールズグループMEOVVの楽曲。2025年4月28日に、EP『MY EYES OPEN VVIDE』の先行シングルとしてリリースされた。

## 背景
2025年4月14日、THEBLACKLABELは、MEOVVが初のEP『MY EYES OPEN VVIDE』に先がけて、4月28日に先行シングル「HANDS UP」をリリースすることを予告した。翌日にはシングルのコンセプトフォトが公開され、4月17日にはティーザー映像が続いて公開された。4月24日にはミュージック・ビデオのティーザーが公開され、そして4月28日、シングルとそのミュージック・ビデオがデジタル配信でリリースされた。

## 音楽性
作詞はTEDDY、Vince、24によって行われ、作曲はTeddyと24が担当し、編曲は24とDominsikによって手がけられた。「HANDS UP」は3分間の楽曲で、イ短調、テンポは140BPMである。「HANDS UP」は、ブラジリアン・ファンクに分類され、スピーディーで華やかなリズムと独特なシンセサイザーのサウンドによって、MEOVVのユニークな個性を見事に表現していると評されている。

## ミュージック・ビデオ
ミュージック・ビデオは、4月28日に楽曲と同時にTHEBLACKLABELより公開された。映像では、MEOVVのメンバーたちが韓国の弾棋に似たボードゲーム「アルカギ」の特訓に励む様子が描かれている。物語の終盤では、アルカギの神と対決することになるが、その正体は幼い少年だった。

## ライブ・パフォーマンス
2025年5月1日、韓国の音楽番組『M COUNTDOWN』（Mnet）で「HANDS UP」を初めてライブ披露した。

## 受賞歴
| 番組        | 日付          | 引用  |
| ----------- | ------------- | ----- |
| M COUNTDOWN | 2025年5月8日  | [ 8 ] |
| M COUNTDOWN | 2025年5月15日 | [ 9 ] |